# 57 a. C.
El año 57 a. C. fue un año del calendario romano prejuliano. En la República romana, fue conocido como el año 697 Ab Urbe condita.

## Acontecimientos
- Julio César crea la Legio XIII Gemina.
  - Derrota a la Confederación belga y a los Nervios.
- Acuerdo de Lucca renovando el primer triunvirato.